# Louis Henri Vaquez
Louis Henri Vaquez (ur. 27 sierpnia 1860 w Paryżu, zm. 15 kwietnia 1936 w Paryżu) – francuski lekarz. Specjalizował się w chorobach naczyń i serca. Jako pierwszy opisał czerwienicę prawdziwą (choroba Vaqueza).

## Wybrane prace
- Hygiène des maladies du cæur. Paris, 1899
- Précis de thérapeutique. Paris, 1907
- Les arythmies. Paris, J. Baillière, 1911
- Le traitement des anémies. Paris, 1914